# Черновское сельское поселение (Ленинградская область)
Черно́вское се́льское поселе́ние — муниципальное образование в Сланцевском районе Ленинградской области.
Административный центр — деревня Монастырёк.

## Географическое положение
Поселение расположено в северной части Сланцевского района.
- Граничит:
  - на западе: со Сланцевским городским поселением
  - на юге: с Выскатским сельским поселением
  - на северо-востоке: с Кингисеппским районом
  - на севере: примыкает к Нарвскому водохранилищу

По территории поселения проходят автодороги:
- 41К-005 (Псков — Краколье)
- 41К-788 (подъезд к дер. Монастырёк)
- 41К-789 (подъезд к дер. Черно)
- 41К-790 (подъезд к дер. Большая Боровня)
- 41К-800 (Черно — Монастырёк — Черновское)

Расстояние от административного центра поселения до районного центра — 27 км>.
Через территорию поселения проходит железная дорога Веймарн — Гдов (о/п 183 км, Вервенка, Ищево).

## История
После Октябрьской революции 1917 года в составе Выскатской волости Гдовского уезда был образован Черновский сельсовет с центром в деревне Чёрное.
1 августа 1927 года после ликвидации губерний, уездов и волостей Черновский сельсовет вошёл в состав вновь образованного Рудненского района Ленинградского округа Ленинградской области.
10 декабря 1928 года Черновский сельсовет был передан в состав Кингисеппского района.
В 1933 году в состав Черновского сельсовета входили 13 населённых пунктов: Чёрное, Вороново, Сухонос, Монастырки, Тихвинка, Мал. Боровня, Бол. Боровня, Медвежек, Кривая Лука, Кр. Посёлок, Мал. Монастырёк, Дубоем, Вервино.
11 марта 1941 года Черновский сельсовет вошёл в состав вновь образованного Сланцевского района.
По данным 1990 года центром Черновского сельсовета являлась деревня Монастырёк.
18 января 1994 года постановлением главы администрации Ленинградской области № 10 «Об изменениях административно-территориального устройства районов Ленинградской области» Черновский сельсовет, также как и все другие сельсоветы области, преобразован в Черновскую волость.
С 1 января 2006 года в соответствии с областным законом Ленинградской области № 47-оз от 1 сентября 2004 года «Об установлении границ и наделении соответствующим статусом муниципального образования Сланцевский муниципальный район и муниципальных образований в его составе» образовано Черновское сельское поселение, в состав которого вошла территория бывшей Черновской волости.

## Население
| 2006 | 2010 | 2011 | 2012 | 2013 | 2014 | 2015 |
| ---- | ---- | ---- | ---- | ---- | ---- | ---- |
| 700  | ↘657 | ↗663 | ↗666 | ↘662 | →662 | ↗690 |
| 2016 | 2017 | 2018 | 2019 | 2020 | 2021 | 2023 |
| ↘689 | ↘674 | ↘673 | ↘669 | ↘664 | ↗780 | ↘743 |
| 2024 | 2025 |      |      |      |      |      |
| ↘717 | ↘707 |      |      |      |      |      |

## Состав сельского поселения
| №  | Населённый пункт | Тип населённого пункта          | Население   |
| -- | ---------------- | ------------------------------- | ----------- |
| 1  | Большая Боровня  | деревня                         | ↗41 (2017)  |
| 2  | Вервино          | хутор                           | ↘9 (2017)   |
| 3  | Вороново         | деревня                         | ↗26 (2017)  |
| 4  | Ищево            | посёлок при ж/д станции         | ↗24 (2017)  |
| 5  | Медвежек         | деревня                         | ↗47 (2017)  |
| 6  | Монастырёк       | деревня, административный центр | ↘152 (2017) |
| 7  | Романовщина      | деревня                         | →0 (2017)   |
| 8  | Тихвинка         | деревня                         | ↗5 (2017)   |
| 9  | Черно            | деревня                         | ↘9 (2017)   |
| 10 | Черновское       | посёлок                         | ↗427 (2017) |

### Упразднённые населённые пункты
- Вервёнка — посёлок при железнодорожной станции, упразднён в 2004 году[27]